# Brocas Helm
Brocas Helm ist eine amerikanische Heavy-Metal-Band aus San Francisco, Kalifornien.

## Bandgeschichte
Brocas Helm wurde 1982 von Bobbie Wright, James Schumacher, Jack Hays und John Grey gegründet. 1983 brachte die Band ihr erstes Demo raus. 1984 wurde sie von First Strike für die USA und Steamhammer für Europa unter Vertrag genommen. Im selben Jahr brachte sie ihr erstes Album Into Battle auf den Markt. Nach diversen Meinungsverschiedenheiten (beispielsweise wurde das Cover von Into Battle ohne Zustimmung der Band bestimmt) löste Brocas Helm in gegenseitigem Einverständnis die Verträge mit den Plattenfirmen auf, obwohl sie eigentlich noch für die Erstellung eines weiteren Albums verpflichtet gewesen wären.
Da Brocas Helm auch nach langem Suchen kein Label fand, das ihren Vorstellungen entsprach, gründete die Band ein eigenes. Während fünf Jahren Arbeit in ihrem "Caverns of Thunder"-Studio entstand das Album Black Death mit Tom Benhey an der Gitarre. Hauptsächlich um einen Plattenvertrag zu bekommen, mit dem Ziel eine hochwertige CD herausbringen zu können, nahm Brocas Helm das Helm’s-Deep-Demo auf. Die Band fand jedoch immer noch keine Plattenfirma, die ihren Wünschen entsprach. Sie brachte das Album Ghost Story im Jahr 1994 sowie die Singles Time of the Dark im Jahr 1997 und Blood Machine/Skullfucker im Jahr 2000 deswegen wieder unter selbstständiger Produktion raus. Im 2003 trat Brocas Helm unter das Label von Eat Metal Records, das im 2004 ihr Live-Album Black Death in Athens, sowie die beiden anderen Alben ungekürzt mit Bonusliedern und neuer Darstellung veröffentlichte. Ebenfalls im 2004 nahm die Band das Album Defender of the Crown auf und veröffentlichte es wieder unter eigenem Vertrieb.
Ihre Lieder Cry of the Banshee und Drink the Blood of the Priest sind in der Liedauswahl des Videospiels Brütal Legend enthalten.

## Bandname
Der Bandname Brocas Helm stammt von einem Rüstungsstück, das sich im Tower of London befindet. Die Begründung für diesen Entscheid lautet: "It was fitting for us to use as a symbol, as we fought against the common trends of music. We surged into battle with our songs as our weapons, our fans as our blood, the force of right in our veins. And we continue to do so." (übersetzt: "Es eignete sich für uns ein Symbol zu verwenden, das zu unserem Kampf gegen die normalen Musiktrends passte. Wir zogen in die Schlacht mit unseren Liedern als Waffen, unseren Fans als unser Blut und der Kraft der Rechtschaffenheit in unseren Adern. Und wir tun dies weiterhin.")

## Diskografie

### Alben
- Into Battle (1984)
- Black Death (1988)
- Defender of the Crown (2004)

### Live-Alben
- Black Death in Athens (2004)

### EPs
- Ghost Story (1994)

### Singles
- Time of the Dark (1997)
- Blood Machine/Skullfucker (2000)

### Demoaufnahmen
- Demo I (1983)
- Helm’s Deep (1989)